# Dongcheng (Xichang)
Dongcheng (chinesisch 东城街道, Pinyin Dōngchéng Jiēdào) ist ein Straßenviertel der kreisfreien Stadt Xichang im Autonomen Bezirk Liangshan der Yi in der südwestchinesischen Provinz Sichuan. In Dongcheng befinden sich Regierungs- und Parlamentssitz des Autonomen Bezirks. Dongcheng hat eine Fläche von 20,45 km² und 40.977 Einwohner (Stand: Zensus 2010).

## Administrative Gliederung
Dongcheng setzt sich aus drei Einwohnergemeinschaften zusammen. Diese sind:
- Einwohnergemeinschaft Hedong (河东社区);
- Einwohnergemeinschaft Jiankanglu (健康路社区);
- Einwohnergemeinschaft Nanyuan (南苑社区).